# Navidad en Honduras

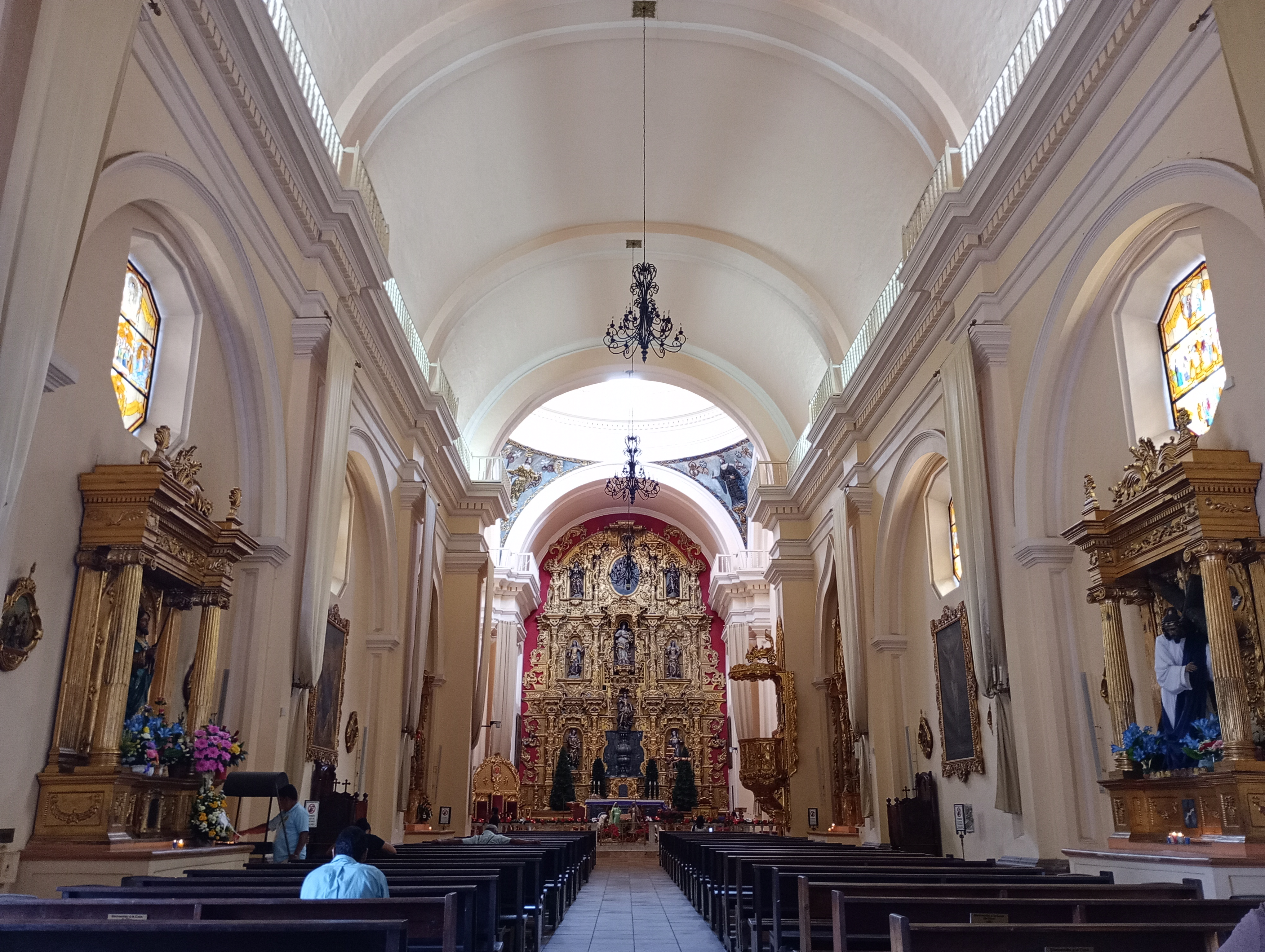
Catedral de Tegucigalpa en vísperas de Navidad, el carácter religioso de la Navidad es muy predominante en Honduras.

La Navidad en Honduras se celebra principalmente el 24 y 31 de diciembre y es tanto religioso como familiar. Por otro lado, la temporada navideña en Honduras ocurre entre noviembre y enero e incluye festividades como las Posadas, Nochebuena y Navidad, Nochevieja y Año Nuevo y el Día de Reyes, y actividades propias del país, como las villas navideñas y el amigo secreto o «cuchumbo». 

## Temporada navideña en Honduras
La temporada navideña en Honduras comprende una serie de actividades y festividades que ocurren entre noviembre y enero. La decoración de los centros comerciales, edificios públicos, parques y plazas en todo el país ocurre a inicios de noviembre. Además, las ventas navideñas pueden iniciar entre mediados de noviembre y principios de diciembre. Además de rebajas en artículos vendidos a lo largo del año, también se empiezan a vender artículos propios de la Navidad, como árboles de Navidad, luces de Navidad, decoraciones (como lluvias, guirnaldas, esferas, entre otros) y figuras y materiales para la elaboración de nacimientos.

### Actividades

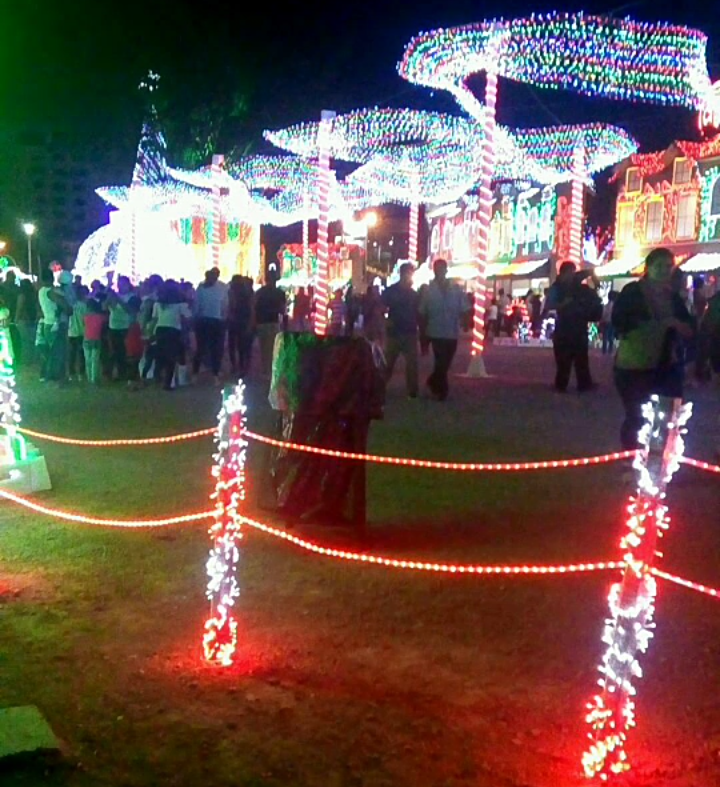
Villa navideña en el bulevar Juan Pablo II en Tegucigalpa

- Villa navideña en el bulevar Juan Pablo II en TegucigalpaVillas navideñas: En los últimos años, se han realizado villas navideñas en los 18 departamentos del país, siendo las de las ciudades de Tegucigalpa y San Pedro Sula las más populares. Las villas navideñas son parte del proyecto presidencial denominado Navidad Catracha[4] y tienen como objetivo el apoyo de microempresas y el entretenimiento familiar. El proyecto fue propuesto por el presidente Juan Orlando Hernández en 2014.[4] Las villas navideñas incluyen actividades tales como la venta de comida, juegos, conciertos, artesanía, entre otros, y están abiertas al público desde principios de diciembre y principios de enero.[5]
- Amigo secreto o «cuchumbo»: Actividad realizada entre amigos, colegas y familiares en el que se intercambian regalos. Antes del intercambio, cada participante saca un pedazo de papel donde está escrito el nombre del participante al que hará el regalo.[6]

### Las Posadas
Las Posadas son fiestas religiosas que tienen como objetivo la preparación para la celebración de la Navidad. Tienen su origen en México y se celebran del 16 al 24 de diciembre. Las Posadas recuerdan el largo peregrinaje que realizaron José y María desde Nazaret hasta Belén, al igual que su angustiosa búsqueda de un sitio donde hospedarse y esperar el nacimiento del niño Jesús. Durante las Posada, los hondureños consumen alimentos navideños tradicionales y cantan y tocan villancicos.

### Nochebuena y Navidad
Durante la mañana y la tarde del 24 de diciembre, los hondureños visitan a sus amigos y familiares, además de recibir visitas en sus casas. Algunos hondureños se ponen en ese día sus «estrenos», o ropa nueva que es estrenada en Nochebuena. Antes de la medianoche, la iglesia católica ofrece una misa (denominada la Misa de Gallo) y la iglesia evangélica sus cultos. Además, durante la noche, las familias hondureñas se reúnen y se realiza la cena navideña. La cena navideña hondureña puede incluir nacatamales, pierna de cerdo horneada, pollo relleno, arroz y vegetales. También puede incluir bebidas como el rompopo, ponche de frutas y mistela, y postres como las rosquillas de miel y las torrejas.
El 25 de diciembre, exactamente a las 12 a. m., empiezan los abrazos y felicitaciones y la quema de pólvora en todo el país, a pesar de la prohibición de su venta debido a los accidentes que han ocurrido en los niños. Existe pirotecnia que es popular entre los jóvenes, como las «chispitas», las luces de bengala y los volcanes. Posteriormente, se realiza el intercambio de regalos.

### Año Nuevo
Para el Año Nuevo, se realizan no solo actividades que son comunes alrededor del mundo pero también actividades que son típicas en Latinoamérica. Además de la quema de pólvora a las 12 a. m. el 1 de enero, se realiza la quema del año viejo, el cual es elaborado con ropa vieja y periódico. También están las doce uvas de la suerte, que consiste en comer una uva con cada campanada del reloj a la medianoche.

### Día de Reyes
El Día de Reyes se celebra el 6 de enero y se conmemora la llegada de los Reyes Magos. En este día se elabora la Rosca de Reyes, donde se esconde un pequeño muñeco que simboliza al niño Jesús. La persona a la que le toque el muñeco tendrá que hacer una tamaleada — una fiesta en el que los tamales son el platillo principal — el 2 de febrero.

## Elaboración de nacimientos
Los nacimientos son modelos que representan el nacimiento de Jesucristo en la ciudad de Belén. Se utilizan figuras hechas de barro y de plástico y se suele tapar al niño Jesús hasta que sea Navidad. La preparación de nacimientos tiene su origen en la época colonial, y es muy popular en las áreas rurales. Aunque algunos prefieren ir por un enfoque tradicional, otros incluyen escenas modernas que pueden representan eventos importantes que han sucedido durante el año, al igual que escenas modernas ficticias.
La mayoría de los nacimientos representan la comunidad de los que los elaboran. Se incluyen casas, iglesias, árboles, pequeñas calles, ríos, montañas, animales domésticos y personas. Además de figuras de barro y plástico, también se usa aserrín de diferentes colores, paste, musgo y ciertas plantas para la elaboración de nacimientos. Sin embargo, debido a las consecuencias negativas que tienen la sustracción del paste y el musgo en el medio ambiente, se ha prohibido su venta en Tegucigalpa.

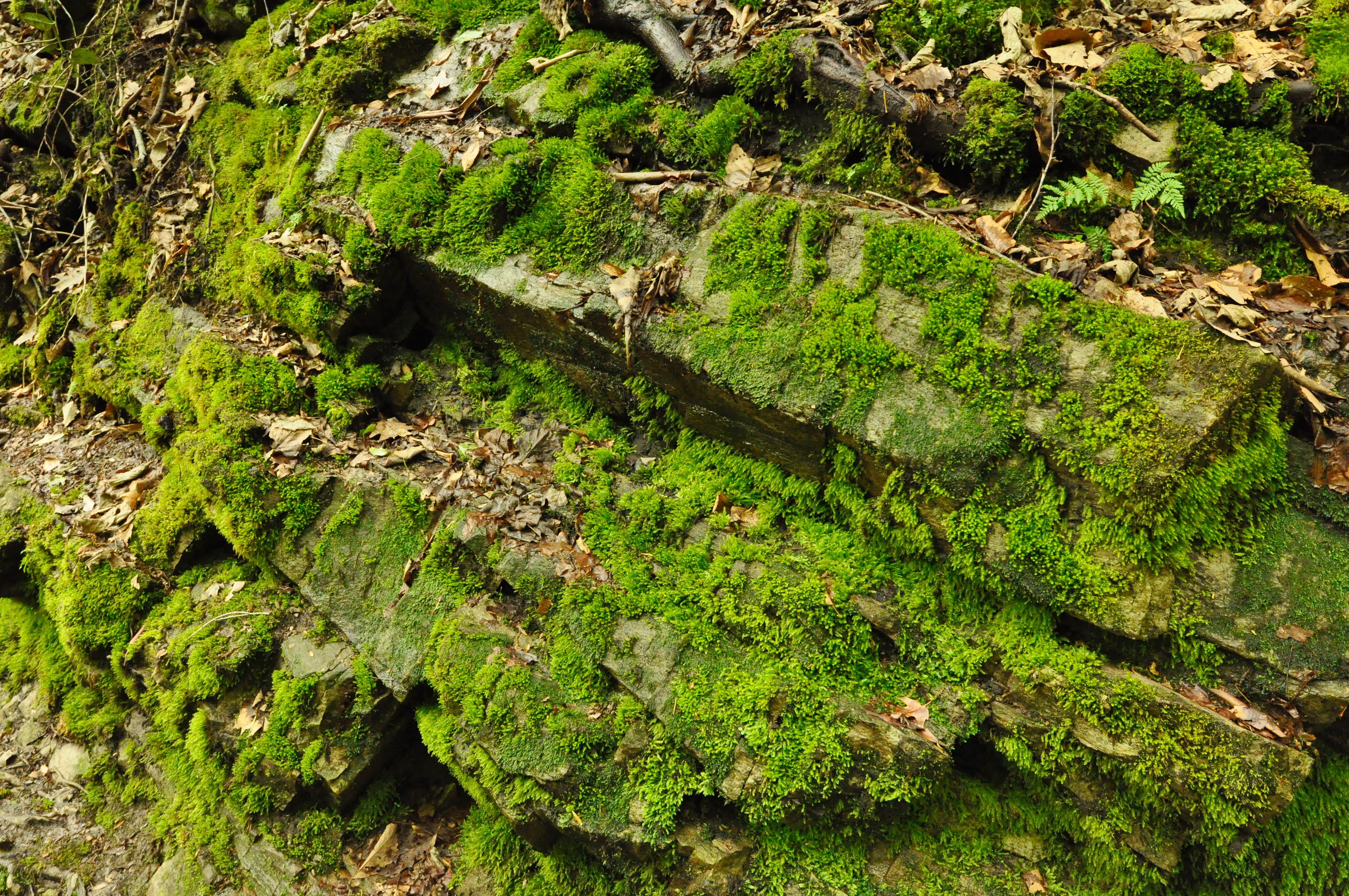
Piedras cubiertas de musgo, una planta de importancia ecológica y que se usa para la decoración de nacimientos
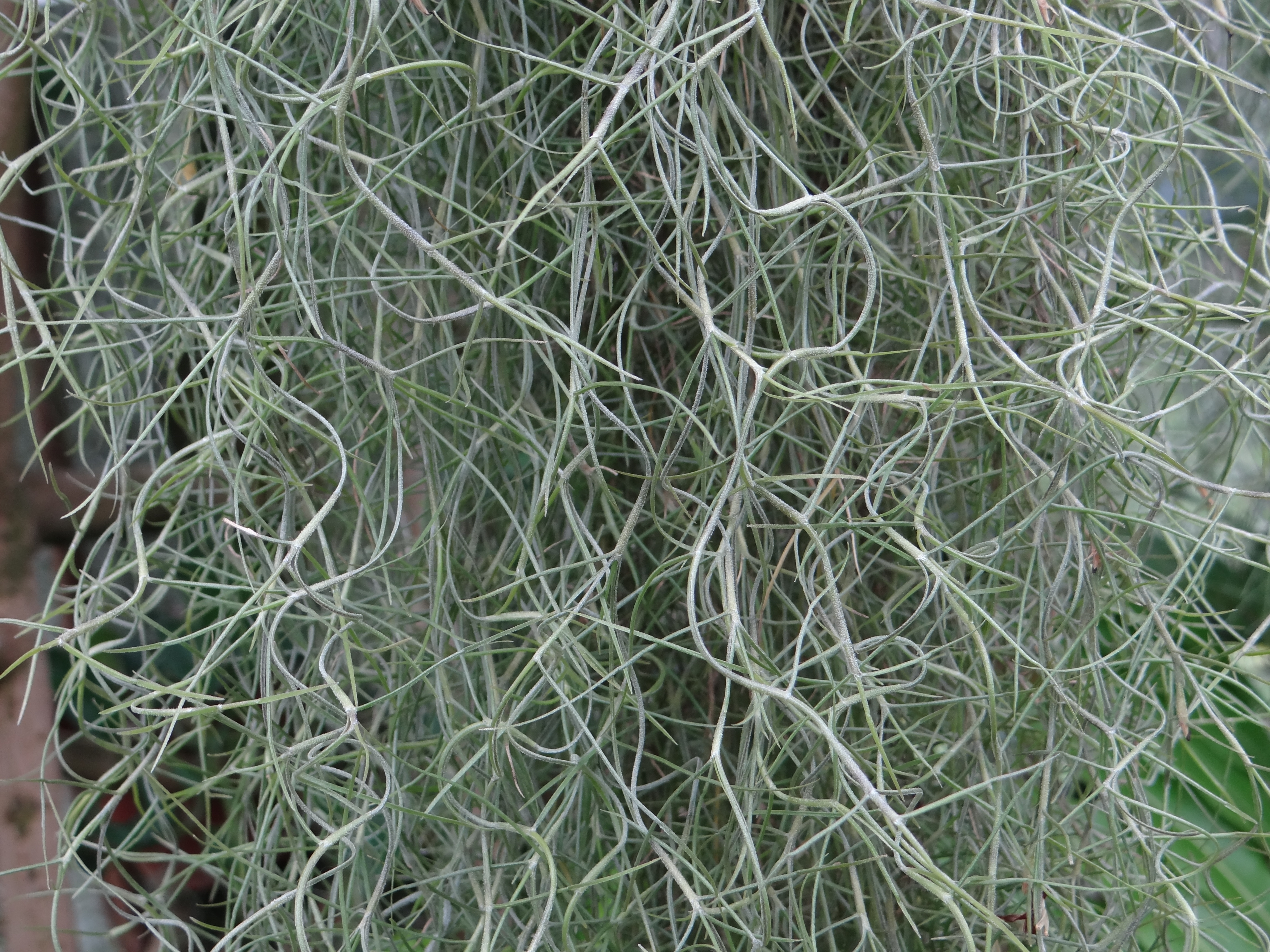
Paste, una planta popularmente usada para la decoración de nacimientos
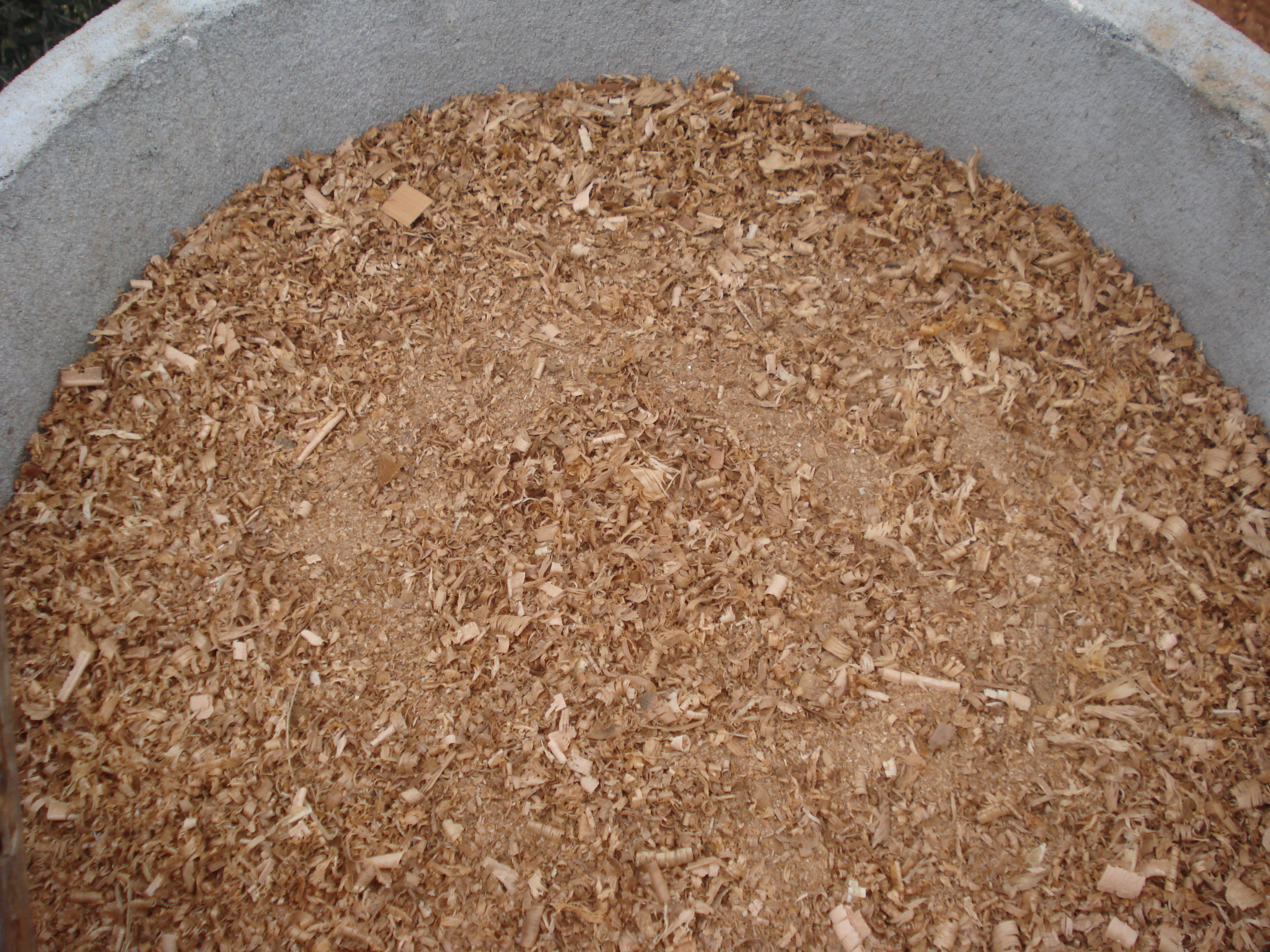
Aserrín sin color, utilizado para crear calles o suelos en nacimientos.

## Gastronomía navideña en Honduras

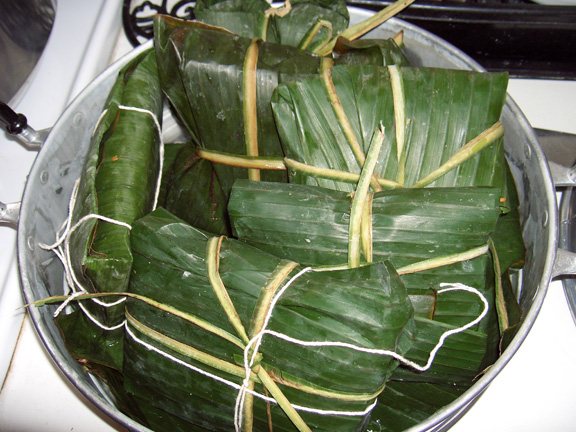
Nacatamales en un olla listos para ser cocidos

La gastronomía navideña en Honduras incluye platos y bebidas adoptados de otros países, al igual que platos y bebidas propios del país.
- Nacatamal: Plato originario de Nicaragua que es popular en Honduras durante la temporada navideña. Consiste en una masa a base de maíz, carne (ya sea pollo o cerdo), verduras (como la zanahoria y la papa) y arroz, entre otros, dividida en porciones que se cuecen envueltas en hojas de plátano.[24]
- Pierna de cerdo horneada: Usualmente se adoba con una mezcla de verduras, especias y vinagre uno o dos días antes de hornearla. Una vez lista, se le puede agregar ingredientes con un sabor dulce, como jugo de piña o panela, antes de hornearla para que la pierna de cerdo tenga un sabor agridulce.[25]
- Pollo relleno: Plato popular durante la Navidad ya que el pollo es más costeable que el pavo.[26] Para el relleno se utilizan verduras, especias y carnes (como el chorizo).[27]
- Rompopo: Una versión del rompope hecha usualmente con leche, canela, huevo y leche condensada. Puede ser servido con o sin licor.[24]
- Rosquillas en miel: Rosquilla hecha a base de maíz y cuajada que una vez horneadas, se cuecen en un almíbar (o miel) hecha de panela.[24]
- Torreja: Plato hecho de una rebanada de pan que es empapada en una mezcla de leche condensada y leche evaporada o en un almíbar hecha de panela y, tras ser rebozada en huevo, se fríe en una sartén con aceite.[28][24]